# Rozsdabarna veréb
A rozsdabarna veréb (Passer rutilans) a madarak osztályának verébalakúak (Passeriformes)  rendjébe és a verébfélék (Passeridae) családjába tartozó faj.

## Rendszerezése
A fajt Coenraad Jacob Temminck holland zoológus írta le 1836-ban, a Fringilla nembe Fringilla rutilans néven. Besorolása vitatott, mivel a fajt John Gould angol ornitológus is leírta 1836-ban, a Pyrgita nembe Pyrgita cinnamomea néven, ezért egyes szervezetek Passer cinnamomeus néven jegyzik.

## Alfajai
- Passer rutilans cinnamomeus (Gould, 1836) - Japán, Dél-Korea, Észak-Korea, Tajvan és Kína középső és délkeleti része
- Passer rutilans intensior (Rothschild, 1922) - Kína délnyugati része, Vietnám, Laosz, Thaiföld, Mianmar és India keleti államai
- Passer rutilans rutilans (Temminck, 1836) - a Himalája északnyugati részén él, Afganisztán, Pakisztán, Nepál, Bhután és India területén[2]

## Előfordulása
Afganisztán, Bhután, Dél-Korea, Észak-Korea, India, Japán, Kína, Laosz, Mianmar, Nepál, Pakisztán, Oroszország, Tajvan, Thaiföld és Vietnám területén honos.
Természetes élőhelyei a szubtrópusi vagy trópusi hegyi esőerdők és magaslati cserjések, valamint szántóföldek. Magassági vonuló.

## Megjelenése
Testhossza 15 centiméter, testtömege 13-23 gramm.
|  |  |

## Természetvédelmi helyzete
Az elterjedési területe rendkívül nagy, egyedszáma pedig stabil. A Természetvédelmi Világszövetség Vörös listáján nem fenyegetett fajként szerepel.